# Дегу, Стефан
Стефан Дегу (фр. Stéphane Degout; род. 9 июня 1975, Сен-Жан-де-Нио, департамент Эн) — французский оперный певец, баритон.

## Биография
Учился в лионском Лицее Сент-Экзюпери, затем — в Высшей Национальной консерватории Лиона (класс Маргерит Хониг). С 1998 года Дегу учился у Гэри Магби. Оперную карьеру начал с исполнения партии Папагено в «Волшебной флейте» Моцарта в рамках Европейской академии музыки на фестивале в Экс-ан-Провансе в июле 1999 года. Принимал участие в фестивальных мастер-классах, в том числе Режин Креспен, Гундулы Яновиц, Грациеллы Шутти и Клаудио Десдери (итал. Claudio Desderi).
В репертуар Дегу входят партии из опер различных эпох, а также камерные произведения — немецкие и французские романсы.
24 сентября 2012 года награждён Орденом Искусств и литературы (кавалер). Лауреат академической музыкальной премии Виктуар де ля мюзик 2012 года в номинации «Певец года», премии Габриэля Дюссюрже (Экс-ан-Прованс, 2006), вторая премия на конкурсе Пласидо Доминго «Опералия» (2002). А в 1998 году получил первое признание во французском конкурсе — «Les Voix nouvelles» France Télécom. 

## Репертуар
- Гектор Берлиоз: Клаудио, «Беатриче и Бенедикт[англ.]»;
- Бенджамин Бриттен: Юний, «Поругание Лукреции[англ.]» ; Друг Новичка, «Билли Бадд»; Сид, «Альберт Херринг[англ.]»;
- Марк Антуан Шарпантье: Оронт, «Медея[нем.]»;
- Франческо Бартоломео Конти[англ.]: Дон Кихот, «Дон Кихот в Сьерра-Морене»;
- Клод Дебюсси: Пеллеас, «Пеллеас и Мелизанда»;
- Кристоф Виллибальд Глюк: Орест, «Ифигения в Тавриде»;
- Шарль Гуно: Меркуцио, «Ромео и Джульетта»;
- Йозеф Гайдн: Роланд, «Роланд-паладин[нем.]»;
- Эрих Вольфганг Корнгольд: Франк и Фриц, «Мёртвый город»;
- Руджеро Леонкавалло: Сильвио, «Паяцы»;
- Жюль Массне: Альберт, «Вертер»;
- Феликс Мендельсон: Илия, Оратория «Илия»;
- Бенуа Мернье[фр.]: Принц, «Диспут» (опера по одноимённой пьесе Мариво; премьера — 2013, театр Ла Монне);
- Оливье Мессиан: Брат Леон, «Святой Франциск Ассизский[англ.]»;
- Клаудио Монтеверди: Орфей, «Орфей»;
- Вольфганг Амадей Моцарт: Папагено, «Волшебная флейта»; Гильельмо, «Так поступают все»; Граф Альмавива, «Свадьба Фигаро»; Дон Жуан, «Дон Жуан»;
- Жак Оффенбах: Юпитер, «Орфей в аду»;
- Джакомо Пуччини: Шонар, «Богема»;
- Жан Филипп Рамо: Борей и Адамас, «Бореады»; Адарио, «Галантная Индия»; Тезей, «Ипполит и Арисия» (Театр Капитолий, Тулуза; Опера Гарнье, Париж);
- Морис Равель: Стенные часы и Кот, «Дитя и волшебство»;
- Джоакино Россини: Дандини, «Золушка»; Рамбо, «Граф Ори»;
- Рихард Штраус: Арлекин, «Ариадна на Наксосе»;
- Амбруаз Тома: Гамлет, «Гамлет[англ.]»;
- Рихард Вагнер: Вольфрам фон Эшенбах, «Тангейзер»